# Módulo lunar CSD
El módulo lunar CSD (CSD por Covert Space Denial) fue una propuesta de 1964 de aplicación del módulo lunar (abreviadamente, LM) del programa Apolo en misiones de inteligencia militar.
A principios de los años 1960, la Fuerza Aérea de los Estados Unidos estudió diversos tipos de naves tripuladas (como las propuestas en los programas SAINT II, X-20 Dyna-Soar y Blue Gemini) para la inspección y eventual destrucción de satélites enemigos. La propuesta de la empresa Grumman fue utilizar el módulo lunar del programa Apolo. Un informe publicado en 1964 titulado Military Utilization of LEM in Earth Orbit (Uso militar del LEM en órbita terrestre) explicaba las razones para el hipotético uso del LM, como su gran capacidad de maniobra gracias a sus dos etapas (la de descenso y ascenso lunar), mayor que la de cualquier otra nave de la época, y la posibilidad de aumentar todavía más esa maniobrabilidad simplemente dotándolo de tanques de combustible más grandes, una capacidad para la que el LM fue diseñado desde el principio. Fue en esa época en la que se canceló el Dyna-Soar, y el interés de la Fuerza Aérea en una nave tripulada para operaciones militares empezaba a desvanecerse. A instancias de la Armada de los Estados Unidos, la Grumman siguió estudiando el proyecto de LM militarizado. Se estudiaron varios medios de atacar los objetivos enemigos, como la utilización de un brazo robotizado para poner a girar el satélite objetivo de una manera irrecuperable, ó capturar el objetivo para su estudio y luego liberarlo. También se pensó en dotarlo de un arma sin retroceso con la que disparar proyectiles a alta velocidad. La opción recomendada, sin embargo, fue la de simplemente utilizar un pulverizador para pintar de negro el objetivo o partes del mismo, inutilizando su óptica y las células solares, y produciendo un sobrecalentamiento del satélite, provocando un fallo irreversible.
Contra las naves enemigas tripuladas, el módulo lunar CSD podría haber sido usado en operaciones psicológicas o interfiriendo en las comunicaciones.
Cualquier posibilidad de llevar a la práctica el módulo lunar CSD desapareció en 1967, cuando se firmó el Tratado de las Naciones Unidas para el uso pacífico del espacio. Algo más tarde, con la firma del tratado SALT I, se abandonó cualquier proyecto relacionado con interceptores espaciales.